# L'infern a la ciutat
L'infern a la ciutat (títol original: Nella città l'inferno) és un drama italià ambientat en una presó femenina a la ciutat de Roma basat en la novel·la ''Roma, Via delle Mantellate'' de l'escriptora Isa Mari i dirigit per Renato Castellani.

## Argument
Lina (Giulietta Masina) és una serventa, amb certa ingenuïtat que ha sigut acusada injustament d'haver robat a la casa on treballava i és enviada a la presó, on coneix Egle (Anna Magnani), una prostituta que l'ajudarà a adaptar-se a la situació i espavilar-se a la presó. Un cop es reconeix la innocència de Lina, aquesta surt de la presó i transformarà la seva visió del món, així com la seva forma de vida. Mentrestant, Egle farà amistat amb Marietta (Cristina Gajoni), una noia jove amb somnis d'una vida millor i que s'aferra a l'esperança de casar-se amb un home que ha conegut observant-lo des de la seva cel·la. Finalment Lina torna a presó i Egle s'adonarà de la seva culpabilitat en la transformació i retorn a presó de Lina.

## Premis
- 1959: David de Donatello a la millor actriu per Anna Magnani
- 1960: Nastro d'argento a la millor actriu secundària per Cristina Gaioni